# 鞋匠

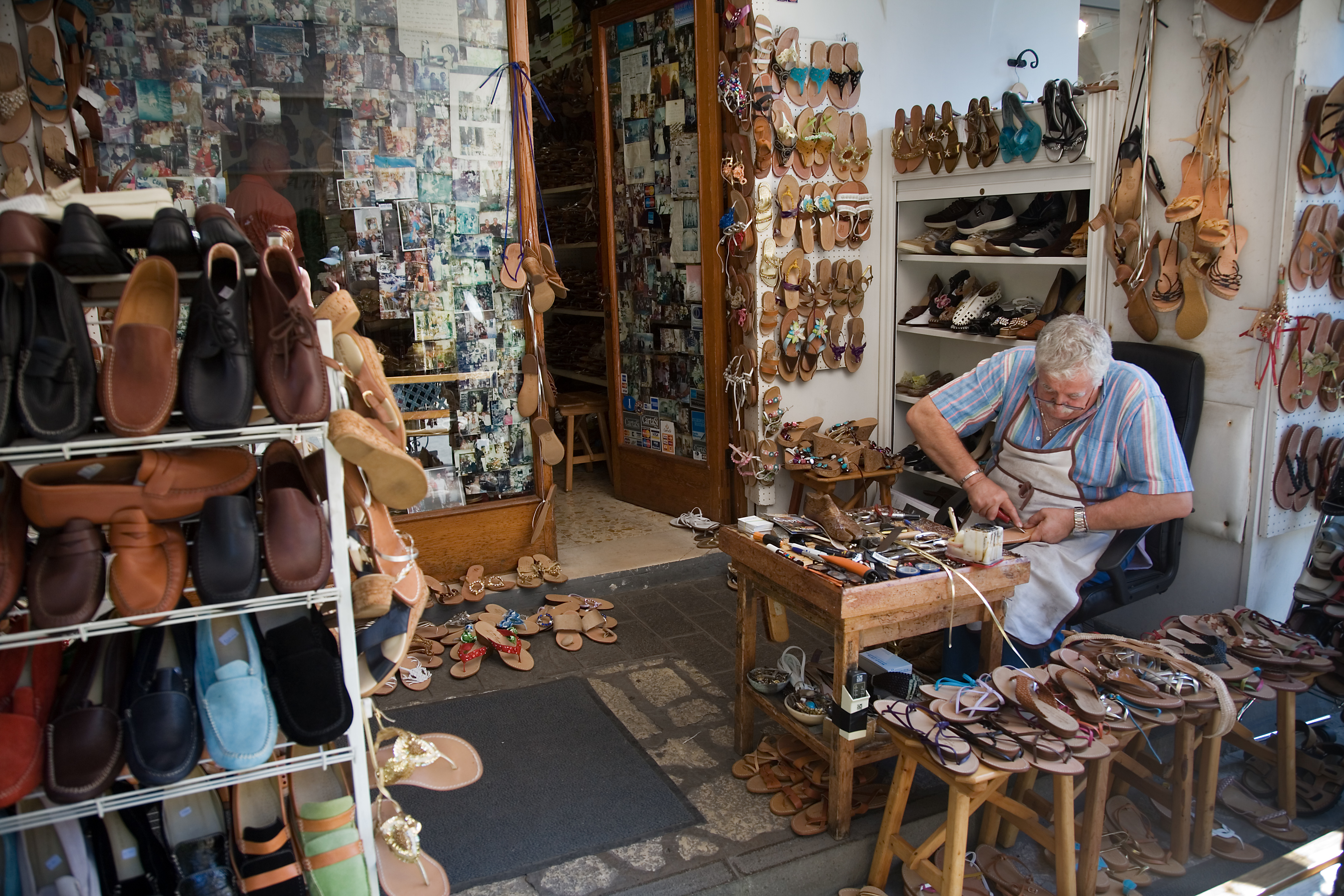
制鞋匠在意大利卡普里制作鞋子

制鞋是制作鞋子的过程，而主要从事制作和定制各类鞋子的人被称为制鞋匠 。而专门修复旧鞋的人被称为修鞋匠。制鞋匠的主要工作是设计鞋子并做出鞋子。修鞋匠的工作主要是修理鞋子，而非制作鞋子。 

## 历史
鞋匠是一种历史悠久并且非常重要的职业，可以追溯到几个世纪以前。在过去，鞋匠是手工艺行业的一部分，鞋子的制作和修理都是靠鞋匠精细的手工完成。但随着工业化的高度发展，大规模生产和机械化制造使得鞋子的生产变得更加高效和价廉，但鞋匠职业依然存在，且专注于提供高品質的手工制鞋为顾客服务。

## 世界知名鞋匠
- 萨尔瓦托勒·菲拉格慕，意大利知名鞋子设计师
- 托德斯，意大利豪華鞋子製品公司由菲利波·德拉·瓦萊創立
- 羅傑·維維亞，法国頂級高跟鞋設計師
- 克里斯提·鲁布托，法国知名鞋子设计师
- 周仰杰，一位驻伦敦的马来西亚华裔时尚鞋子设计师

## 諺語
「鞋匠的兒子總是沒鞋穿」（A shoemaker's son always goes barefoot）是一句知名的西歐諺語，意思即是說人們總是而忽略了親人的需要。